# 羅若望
羅若望主教 （D. João de Deus Ramalho, SJ，1890年—1958年）為耶穌會會士，第18任天主教澳門教區主教。
1924年到澳門，逾兩年，往肇慶傳教，歷任至副主教。1942年太平洋戰爭時期，被選為第18任天主教澳門教區主教。任內別愛護華籍教友，安置難民，曾重建修院新舍。同時違難到澳門的司鐸及修女，亦分別創建會院及社會服務所多座。1954年辭職回葡萄牙退隱，1958年逝世，享年68歲。